# روابط پرتغال و لسوتو
روابط پرتغال و لسوتو به روابط دو جانبه میان پرتغال و لسوتو اشاره دارد. این دو کشور از زمان برقراری روابط دیپلماتیک همواره روابطی دوستانه داشته‌اند.
روابط میان لسوتو و پرتغال خوب اما نسبتاً محدود توصیف می‌شوند. این دو کشور سابقه تاریخی گسترده‌ای با یکدیگر ندارند و ارتباطات سیاسی آن‌ها عمدتاً به همکاری در چارچوب نهادهای سازمان ملل و نیز روابط محدود لسوتو با اتحادیه اروپا محدود می‌شود. تجارت دوجانبه تقریباً وجود ندارد و روابط فرهنگی یا اجتماعی میان دو کشور نیز بسیار اندک است.
جامعه لسوتویی قابل توجهی در پرتغال وجود ندارد. از سوی دیگر، جامعه کوچکی از پرتغالی‌ها در لسوتو زندگی می‌کنند که یکی از معدود پیوندهای مستقیم میان دو کشور محسوب می‌شوند. در لسوتو چندین رستوران پرتغالی فعالیت دارند که به‌عنوان پل فرهنگی کوچکی میان دو کشور به‌شمار می‌روند.
در سال ۲۰۰۸، چهارده نفر با تابعیت یا ارتباط با پرتغال به‌طور کنسولی در لسوتو ثبت شده بودند، و در مقابل، در سال ۲۰۲۰ تنها دو شهروند لسوتویی در پرتغال (در ناحیه لیسبون) ثبت شده بودند.شهروندان پرتغالی برای ورود به لسوتو نیاز به روادید ندارند.

## تاریخچه
تاریخ لسوتو و تاریخ پرتغال تا سده بیستم تقریباً هیچ‌گاه با یکدیگر تلاقی نداشتند. کاشفان پرتغالی از اواخر سده پانزدهم میلادی به جنوب آفریقا رسیدند، اما فعالیت‌های آن‌ها عمدتاً محدود به مناطق ساحلی بود و به منطقه‌ای که امروزه لسوتو نام دارد وارد نشدند. آن‌ها تنها در مسیرهای محدودی درون قاره تجارت می‌کردند، به‌ویژه در موزامبیک که بعدها به یکی از مستعمرات پرتغال تبدیل شد. در آن دوران، هیچ‌گونه ارتباط قابل‌توجهی با قلمرو باسوتوها که اکنون لسوتو را تشکیل می‌دهد، برقرار نشد.
لسوتو در قرن نوزدهم به یک مستعمره بریتانیا تبدیل شد و تا زمان استقلال در سال ۱۹۶۶ تحت‌الحمایه بریتانیا بود. در دوران رژیم استادو نوو (Estado Novo) پرتغال، به‌ویژه با آغاز جنگ‌های استعماری پرتغال که از سال ۱۹۶۴ در موزامبیک آغاز شد، روابطی میان لسوتو و پرتغال شکل نگرفت.
پس از انقلاب گل میخک در سال ۱۹۷۴ و پایان دیکتاتوری و جنگ‌های استعماری، سیاست خارجی پرتغال دستخوش دگرگونی شد و دو کشور به یکدیگر نزدیک‌تر شدند.
روابط دیپلماتیک میان لسوتو و پرتغال در ۲۹ مارس ۱۹۷۶ برقرار شد. در سال ۱۹۸۰ یک نماینده رسمی پرتغال برای نخستین‌بار در لسوتو اعتبارنامه خود را ارائه داد. با این حال، تا آغاز دهه ۲۰۲۰ هیچ‌یک از دو کشور نمایندگی دائمی سفارت در کشور مقابل دایر نکردند. به‌طور هم‌زمان، تعدادی از مهاجران پرتغالی، به‌ویژه کسانی که از جنگ داخلی موزامبیک که در سال ۱۹۷۷ آغاز شده بود، می‌گریختند، در لسوتو ساکن شدند.
تمرکز سیاست خارجی پرتغال بر کشورهای آفریقایی پرتغالی‌زبان (PALOP) و کشورهایی که با آن پیوند نزدیک‌تری داشتند، از یک سو، و وابستگی سیاست خارجی لسوتو به آفریقای جنوبی از سوی دیگر، مانع از شکل‌گیری روابط مستقیم گسترده‌تر شد.

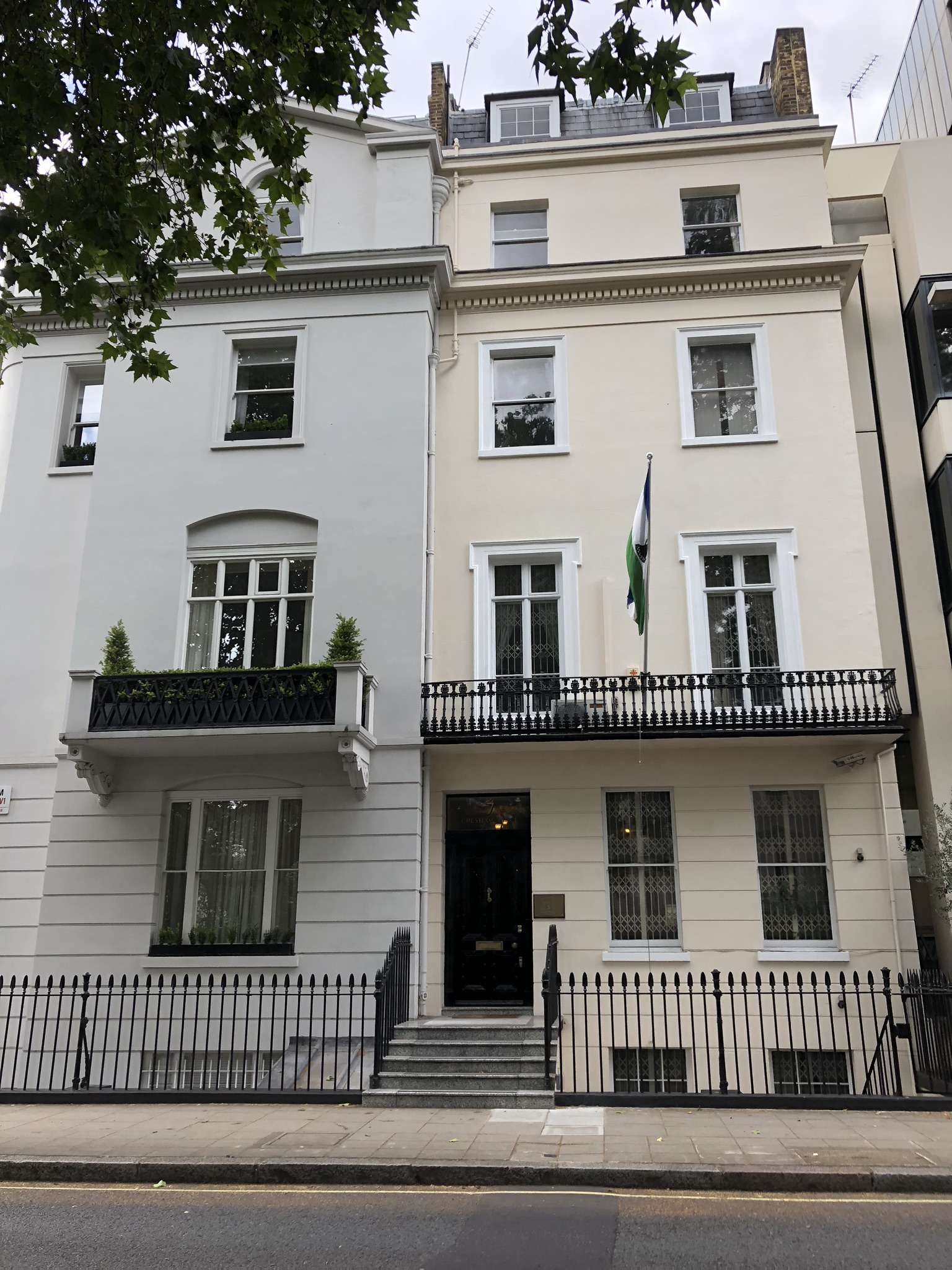
نمای سفارت لسوتو در لندن، که از سال ۱۹۷۶ برای پرتغال نیز اعتبار دارد.

در جریان بحران سیاسی لسوتو (۲۰۱۴), در پرتغال نیز به‌طور مختصر از جامعه پرتغالی مقیم لسوتو یاد شد. با این حال، گزارش‌ها حاکی از آن بود که این افراد در معرض تهدید مستقیم قرار نگرفتند.
در جریان ارائه اعتبارنامه توسط سفیر پرتغال، مانوئل ماریا کاماشو کانسادو ده کاروالیو، به پادشاه لسوتو لتسی سوم در سال ۲۰۱۹، دو طرف بر «روابط خوب» و تمایل مشترک برای تقویت آن تأکید کردند. از نظر مقامات لسوتو، زمینه‌های همکاری در حوزه‌های زیرساخت، ارتباطات و تأمین آب آشامیدنی وجود دارد. لسوتو همچنین از نامزدی پرتغال برای عضویت دوباره در شورای حقوق بشر سازمان ملل حمایت کرد، زیرا هر دو کشور اهداف و ارزش‌های مشترکی را دنبال می‌کنند.
در فوریه ۲۰۲۰، در جریان بازگشایی مجلس ملی لسوتو پس از تعطیلات زمستانی، کارلوس زورینیو، نایب‌رئیس مجلس پرتغال، به‌عنوان بخشی از هیئت پنج‌نفره نمایندگان اتحادیه اروپا در این کشور حضور داشت.

## دیپلماسی
لسوتو دارای سفارت مستقلی در پرتغال نیست و امور دیپلماتیک مربوط به این کشور از طریق سفارت لسوتو در لندن پیگیری می‌شود. یک کنسول افتخاری لسوتو در لیسبون فعالیت می‌کرد یا هنوز هم فعالیت دارد، که این مقام بر عهده آنتونیو سوسا لارا بوده است.
در مقابل، پرتغال نیز سفارتی در لسوتو ندارد و امور مربوط به لسوتو در حوزه مسئولیت سفیر پرتغال در آفریقای جنوبی قرار دارد. در حال حاضر، پرتغال هیچ‌گونه کنسولی در لسوتو ندارد و سرکنسولگری پرتغال در ژوهانسبورگ در آفریقای جنوبی مسئول امور کنسولی این کشور در لسوتو است.

## اقتصاد
مبادلات تجاری میان پرتغال و لسوتو بسیار نادر و با حجم اندکی صورت می‌گیرد. بر اساس داده‌های وزارت اقتصاد پرتغال، در سال ۲۰۲۰ هیچ‌گونه صادراتی از پرتغال به لسوتو یا وارداتی از لسوتو به پرتغال ثبت نشده است. در سال پیش از آن، پرتغال کالاهایی به ارزش ۴۱۵٬۰۰۰ یورو به لسوتو صادر کرد که بیش از ۹۵٪ آن شامل ماشین‌آلات و تجهیزات بود. در سال ۲۰۱۸ هیچ مبادله‌ای ثبت نشد، در سال ۲۰۱۷ صادراتی به ارزش ۲۳٬۰۰۰ یورو و در سال ۲۰۱۶ معادل ۵۲٬۰۰۰ یورو از پرتغال به لسوتو صورت گرفت؛ همچنین در سال ۲۰۱۵ نیز هیچ تبادلی گزارش نشد. آخرین واردات ثبت‌شده از لسوتو به پرتغال مربوط به سال ۲۰۱۲ (۹۳٬۰۰۰ یورو) و ۲۰۱۱ (۱۰۷٬۰۰۰ یورو) است.
آژانس سرمایه‌گذاری و تجارت خارجی پرتغال (AICEP) در لسوتو نمایندگی مستقلی ندارد و امور مربوط به این کشور از طریق دفتر AICEP در پایتخت آفریقای جنوبی، پرتوریا پیگیری می‌شود.